# Al Capone
Pour les articles homonymes, voir Al Capone (homonymie), Capone et Scarface.
Alphonse Gabriel Capone (en italien : Alfonso Capone), dit Al Capone, né à Brooklyn (New York) le 17 janvier 1899 et mort à Miami Beach (Floride) le 25 janvier 1947, est un des plus célèbres gangsters américains du XXe siècle. Surnommé « Scarface » (« Balafré »), il fait fortune dans le trafic d'alcool de contrebande durant la prohibition dans les années 1920.
D'origine italienne et parrain de l'Outfit de Chicago de 1925 à 1931, Al Capone contribue fortement à l'émergence du système de mafia, usant de la corruption des policiers, de la justice, des figures politiques, ainsi que des menaces physiques pour éviter les témoins à charge, et n'hésitant pas à avoir recours à l'assassinat. Ses activités criminelles sont prises pour cible par le gouvernement fédéral après le massacre de la Saint-Valentin, une tuerie visant ses principaux rivaux de Chicago. Ses affaires sont malmenées par l'intervention des Incorruptibles, groupe de policiers sous la direction de l'agent du Trésor Eliot Ness. Ayant toutefois échappé à un procès jusqu'alors, grâce à la mainmise de son organisation sur les forces de l'ordre, il est enfin arrêté grâce à l'enquête de l'agent spécial du service d'enquête de l'Internal Revenue Service Frank J. Wilson. Le juge James Herbert Wilkerson le condamne le 24 octobre 1931 à 17 années de prison dont 11 ans ferme.
Personnage emblématique de l’essor du crime organisé dans les États-Unis de la prohibition, il contribue à donner au Chicago des années 1920 et 1930 sa réputation de ville sans foi ni loi. Al Capone est devenu l'archétype du gangster. Son mythe se développe avec Scarface de Howard Hawks dès 1932, ce qui lui vaut une réputation quelque peu surfaite, la légende dépassant parfois la réalité.

## Biographie

### Enfance et jeunesse

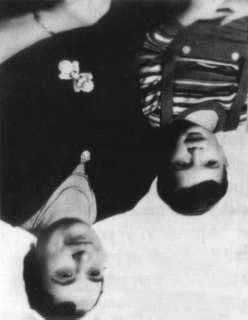
Al Capone avec sa mère Teresina Capone.

Ses parents sont originaires de Naples. Fuyant la misère de leur pays natal, ils vont comme beaucoup de leurs compatriotes tenter leur chance en espérant réaliser le rêve américain. Son père Gabriele (né le 12 décembre 1864 et mort le 14 novembre 1920), est barbier dans la ville italienne de Castellammare di Stabia. Il devient d'abord caissier dans une épicerie puis réussit à ouvrir un salon de coiffure qui fait aussi office de barbier. Sa mère, Teresa Capone (née Bandiera le 28 décembre 1867 et morte le 29 novembre 1952), d'origine Zingari (Sinti), catholique et très croyante, passa son enfance dans la ville d'Angri dans la province de Salerne puis devint couturière. Ils arrivent à New York en 1893 avec deux enfants en bas âge et un troisième à venir (Vincenzo, rebaptisé James ; Raffaele, rebaptisé Ralph ; Salvatore, rebaptisé Frank). Al est le quatrième d'une fratrie qui compte finalement en tout neuf frères et sœurs (ses cadets étant Amadeo rebaptisé John, Umberto rebaptisé Albert, Matthew, Rose et Mafalda) qui le suivent presque tous dans ses activités criminelles.
La famille de Capone émigre brièvement au Canada, avant de revenir s'installer à New York en 1894 dans un appartement vétuste du quartier de Brooklyn au 95 Navy Street, près du chantier naval de New York Navy Yard. Alphonse Capone déménage plusieurs fois avec sa famille au cours de son enfance, restant néanmoins toujours à New York. Gabriele Capone est naturalisé américain en 1906. Malgré de bons débuts scolaires, dans des écoles paroissiales catholiques pour immigrés à la discipline stricte, Alphonse est expulsé de l’école à 14 ans après avoir frappé un professeur. Sa famille ayant déménagé au 21 Garfield Place, un de ses voisins, Johnny Torrio, un patron de la pègre, no 2 du Five Points Gang qui contrôle la loterie du quartier italien ainsi que plusieurs bordels et tripots, et pour qui le jeune Al a déjà accompli de petites « missions », devient son mentor.
Adolescent, il effectue de petits boulots (cireur de chaussures, commis dans une confiserie ou coupeur de papier) et rejoint des petites bandes du quartier qui se livrent au vol à la tire, au racket, aux paris clandestins et petites escroqueries : les Brooklyn Rippers (« les éventreurs de Brooklyn »), les Forty Thieves Juniors (« les 40 voleurs juniors »), les Bowery Boys (« les garçons de la rue Bowery ») puis, évidemment, le célèbre Five Points (« Gang des cinq points »). Torrio part à Chicago en 1909, allant aider son oncle par alliance Big Jim Colosimo à développer son gang à Chicago. Il laisse le Five Points dans les mains de Frankie Yale, qui engage Capone comme barman et videur dans son bar le Harvard Inn (de) qu’il dirige sur Coney Island. Al Capone a alors 18 ans.
Au cours d'une dispute avec un client, Franck Gallaccio, un mafieux local, dont il avait par inadvertance insulté la sœur à la porte d'une discothèque dont il est l'un des videurs, il se fait entailler au couteau la joue gauche, ses trois cicatrices lui valent dès lors son surnom de Scarface (« Balafré » en français). Lorsqu'il est par la suite photographié, Capone cache le côté gauche de son visage et prétend que ses cicatrices sont des blessures de guerre. Capone s'excuse auprès de Gallaccio à la demande de Yale ; plus tard, il en fait son garde du corps.
Le 30 décembre 1918, il épouse une femme d'origine irlandaise du nom de Mae Coughlin (née en 1897 et morte en 1986) qui devient la « mère » du fils qu'il vient d'avoir. D'après le livre de Deirdre Capone, nièce du mafieux, Mae Coughlin ne serait pas la mère biologique d'Albert Francis Capone, dit « Sonny Capone ». En réalité, la mère biologique de Sonny serait morte en couches, et la mère d'Al Capone, grand-mère aimante, voulait pour son petit-fils une mère présente et dévouée.
Même si le XXe siècle était en voie de modernisation, le fait d'organiser des mariages arrangés était encore très courant. La famille Capone alla donc chercher une jeune femme irlandaise et catholique de vingt ans. Tout était pour le mieux, car Mary « Mae » était stérile de naissance. Elle promit à la mère de son mari qu'elle s'occuperait bien de son futur fils. Ils se marièrent : Alfonse Capone était âgé de 19 ans.
Mae fit tout ce qu'elle put pour empêcher Sonny de tomber dans le crime.
Son fils, Albert Francis Capone (en) naît en 1918 ; le parrain de ce dernier est Johnny Torrio. Voulant un emploi respectable pour sa famille, Al Capone déménage pour Baltimore où il trouve un emploi de comptable pour la firme de construction de Peter Aiello.

### L'Outfit de Chicago

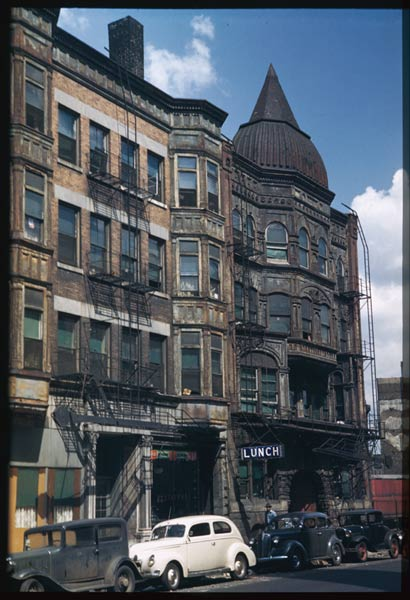
Le quartier général de Johnny Torrio, au 2220 South Dearborn à Chicago (photo prise en 1944). C'est dans ce bar que Torrio rencontra Al Capone et en fit son bras droit en 1922.

Le père d'Al Capone meurt le 14 novembre 1920 d'une maladie cardiaque à l'âge de cinquante-cinq ans. Selon Laurence Bergreen, la mort de son père met aussi fin aux activités légales d'Al Capone. La disparition soudaine de l'autorité parentale coïncide en tout cas avec l'abandon de sa carrière de comptable. Torrio le contacte, lui indiquant que Chicago est un terrain quasiment libre (il vient de prendre le contrôle de l'organisation de son oncle, après l'avoir fait assassiner), et il l’invite à le rejoindre sur place. C’est à Chicago que Capone, collaborant avec Torrio, commence son ascension vers les plus hautes sphères du crime organisé.
À l'arrivée d'Al Capone, l’organisation de Torrio est déjà une affaire très rentable, rapportant 10 millions de dollars par an grâce à la bière, au jeu et à la prostitution. Le gang compte entre 700 et 800 hommes. Al Capone commence en bas de l’échelle comme rabatteur à l’entrée d’une maison close. C’est probablement là qu’il rencontre Jake Guzik, membre d’une famille juive s'occupant de proxénétisme. Ils se lient rapidement, et Guzik devint le « trésorier » de l’organisation. En 1922, Capone, ayant ainsi montré ses bonnes dispositions, devient le bras droit de Torrio. Il est rejoint par son frère Ralph. Al Capone devient patron du « Quatre-Deux », et associé de Torrio. Il reçoit un salaire de 25 000 dollars par an. En 1923, poussés par l'élection de William Emmett Dever, maire peu coopératif qui avait fait fermer 7 000 bars clandestins, Torrio et Capone déplacent leur quartier général du Quatre-Deux jusqu’à l'Hawthorne Inn, à Cicero, dans la banlieue de Chicago, et donc hors de la juridiction du maire de Chicago.

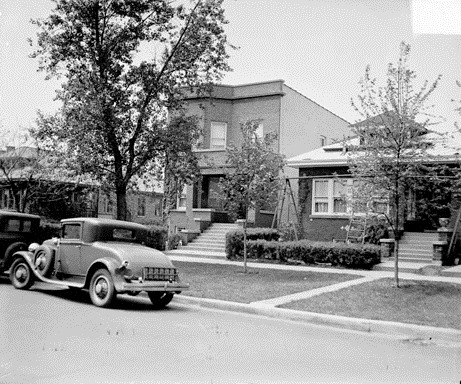
La maison d'Al Capone dans les années 1920 au 7244 South Prairie dans le quartier de Greater Grand Crossing à Chicago.

Le secteur était dominé par la centrale Western Electric, qui employait 40 000 personnes et payait bien. La population avait donc beaucoup d’argent à dépenser dans les officines de paris et les bars d'Al Capone. Mais Cicero abrite aussi une importante communauté tchèque, habituée à la bière bohémienne fournie par les O’Donnell du quartier Ouest. Les O’Donnell n'ont pas rejoint l'organisation de Torrio, et considèrent Cicero comme faisant partie de leur territoire. Sans les en informer, ce que la plus élémentaire « courtoisie » professionnelle aurait dicté, Torrio teste l’étendue de leur pouvoir en installant une maison de passe sur Roosevelt Road. La police locale, à la demande des O’Donnell, la fait promptement fermer, les O’Donnell désapprouvant la prostitution. Ils autorisent le jeu, mais uniquement sous la forme de machines à sous, contrôlées par un élu local nommé Eddie Vogel. Torrio, pour se venger de la fermeture de son bordel, envoie le shérif du comté de Cook confisquer les machines à sous de Vogel. Torrio organise ensuite une rencontre avec Vogel et les O’Donnell et négocie une trêve.
Les machines sont alors rendues, et Torrio accepte de ne pas ouvrir de maisons closes à Cicero. Il permet aux O’Donnell de continuer la distribution de bière dans certains quartiers de la ville. En échange, le Syndicat obtient l’autorisation de vendre de la bière dans le reste de la ville, et d’ouvrir des casinos et des cabarets où il veut. Ayant pris pied dans Cicero, Torrio laisse les affaires à la charge d'Al Capone et repart en Italie avec sa mère et quelques millions de dollars. Il achète une villa pour la vieille femme, met le reste de l’argent dans une banque italienne, et repart pour Chicago.

### Ascension d'Al Capone
En 1925, Torrio est grièvement blessé au cours d'une fusillade et décide de prendre sa retraite en Italie, abandonnant définitivement les commandes à Capone. La guerre impitoyable que celui-ci livre alors à ses adversaires Bugs Moran et Hymie Weiss, ainsi que l'instauration, sous sa férule, d'une corruption organisée des autorités locales lui assurent une renommée internationale. En 1925, commence le « règne » d'Al Capone sur Chicago.
La mafia américaine (dirigée en majorité par des Italo-Américains) émerge en puissance dans les villes importantes des États-Unis grâce à la Prohibition. Le Sénat américain vote en 1919 en faveur de l'amendement 18 de la Constitution américaine. C'est dans l'objectif de réduire l'alcoolisme, d'augmenter de ce fait la productivité dans les usines et de diminuer les viols que la Prohibition entre en vigueur le 17 janvier 1920. Le nom de l'amendement est le « Volstead Act » (loi Volstead), du nom du représentant du Minnesota Andrew J. Volstead, son promoteur.
L'alcoolisme était un énorme problème dans l'Amérique du XIXe siècle et en Europe, depuis la démocratisation de la distillation au début du XVIIIe siècle. Cherchant à combattre ce fléau, des ligues de tempérance se mettent en place à partir de 1824. La Woman's Christian Temperance Union (WCTU) fondée en 1874 et l'Anti-Saloon League (ASL) créée en 1893, font du mouvement une force politique d'ampleur nationale, soutenant les candidats aux vues anti-alcool clairement affichées dans les élections locales et nationales. La WCT, et plus tard l'ASL, furent très efficaces dans leurs attaques contre la vente d'alcool au public. L'ASL effectue des collectes de fonds substantielles dans les églises de tout le pays. Nombre d'industriels éminents, comme John Davison Rockefeller ou Henry Ford, soutiennent le mouvement pour la Prohibition. L'industrie des spiritueux sous-estime gravement le soutien du public à l'interdiction de l'alcool. Le XVIIIe amendement de la Constitution des États-Unis est voté le 16 janvier 1919, quand les deux tiers des États américains votent alors en faveur de la Prohibition. Cet amendement a force de loi le 17 janvier 1920, le décret Volstead de 1919 autorisant l'IRS à faire respecter l'amendement. L'âge d'or du gangstérisme à l'américaine peut débuter. D'un coup, les criminels se voient ouvrir le marché très lucratif de la contrebande des boissons alcoolisées.

### Al Capone, maître de Cicero
Le premier défi auquel Capone doit faire face est la prise en main de la ville de Cicero, commune limitrophe de Chicago. L’occasion se présente lors de l’élection municipale de 1924 qui oppose le démocrate Rudolph Hurt et le républicain Joseph Z. Klenha. L’élection a lieu le 1er avril. Al Capone met tout le poids du Syndicat dans la balance pour favoriser Klenha. Il installe toute sa famille à Chicago ; et ses frères, Ralph et Frank, ainsi que son cousin Charly Fischetti, aident à la campagne musclée en faveur de Klenha et des autres candidats soutenus par les gangs. Ils sont assistés dans cette tâche par 200 hommes de main installés autour des bureaux de vote afin de terroriser les électeurs. Le jour de l'élection, le quartier général de Rudolph Hurt est mitraillé, et ce dernier est contraint de fuir sous les balles. Des hommes de Capone sont posés aux abords des bureaux de vote, demandant aux électeurs « Pour qui tu vas voter ? », et, si la réponse n'est pas celle attendue, les forcent à changer d'avis ou les obligent à fuir sans avoir voté. D'autres s'emparent des urnes et détruisent les bulletins de vote en faveur du candidat démocrate,.
La violence de ces opérations et la rumeur de la fraude remontent jusqu’au juge du comté, Edmund J. Jarecki, qui déploie une force de 70 policiers, en civil et en voitures banalisées, ayant ordre d’aller chercher les responsables à Cicero. La première personne qu’ils aperçoivent en passant devant la centrale électrique est Frank Capone, frère d'Al. Ils freinent et sortent de leurs véhicules. Croyant à l’attaque d’un gang rival, Frank tente de sortir son arme, mais il est tué par la décharge de plusieurs fusils. Les policiers vident leurs armes sur son cadavre et le laissent là. Frank Capone avait 29 ans. Le gang lui organise de superbes funérailles, dans un cercueil plaqué argent, et la petite maison Capone sur South Prairie Avenue est décorée de 20 000 dollars de fleurs. Klenha élu, Al Capone est à présent le maître de Cicero.

### L’empire d'Al Capone

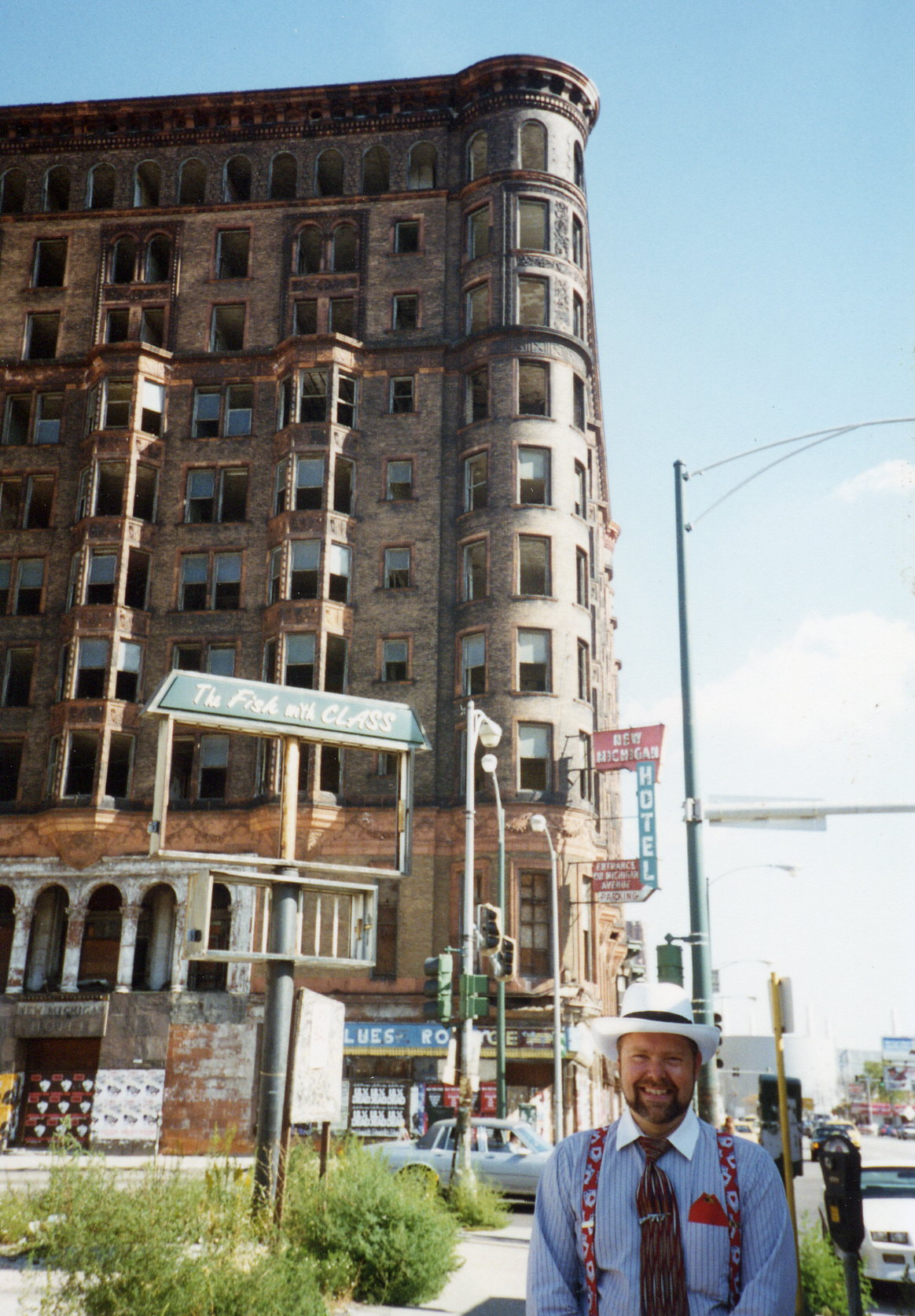
Le Lexington Hôtel à Chicago : bureaux d'Al Capone surnommés le « château Capone », photographié dans le début des années 1990. Il fut démoli en 1995.

Al Capone bâtit alors un véritable empire. La base des opérations est l'Hawthorne Inn, au 4833 de la 22e rue, à Cicero. L’attaque qui a coûté la vie à Frank Capone a pour conséquence la sécurisation de l'endroit : des hommes armés montent la garde dans le hall, des volets blindés sont posés aux fenêtres. Al Capone contrôle à présent 161 bars clandestins et 150 tripots à Cicero. L’un d’entre eux, l’Hawthorne Smoke Shop, situé dans Hawthorne Inn, rapporte 50 000 dollars par jour. Il possède aussi 22 maisons de passe, ne se sentant plus lié à l’accord passé avec les O'Donnell. Ce sont des établissements de dernière catégorie où les filles se vendaient pour cinq dollars et où les clients attendent assis sur des bancs de bois. Le chiffre d’affaires de l’empire d'Al Capone avoisine les 120 millions de dollars par an, mais les coûts de fonctionnement sont élevés. Les pots-de-vin à la police représentent 30 millions à eux seuls. Malgré tout, les bénéfices restent colossaux. Les hommes travaillant pour Capone gagnent environ 250 dollars par semaine. Comparés aux employés de la Western Electric, ils sont riches. À 25 ans, Al Capone porte des costumes à 5 000 dollars.
Il continue donc à prospérer des années durant, éliminant sur son passage plusieurs adversaires tels Dion O'Banion (1924) et Hymie Weiss (1926), les chefs de la mafia irlandaise du gang de North Side. De 1925 à 1932, au plus fort de la Prohibition, Al Capone est le patron de l’industrie du vice à Chicago. Grâce à l’exploitation de speakeasies (bars clandestins), de machines à sous, de lupanars, de boîtes de nuit, de poissonneries et de boucheries et à ses activités dans le milieu, il a amassé une fortune immense, selon les estimations de l'État fédéral, le chiffre d’affaires de son gang atteint 120 millions USD de l’époque, l'équivalent de 2,1 milliards USD en 2024,. Ses méthodes d’intimidation sont telles que, faute de témoins à charge, il n'est jamais poursuivi, même pour des crimes notoires. On considère généralement que Capone a eu un effet appréciable sur la victoire du maire républicain William Hale Thompson à l'élection municipale de Chicago, notamment lors de la course à la mairie de 1927, lorsque Thompson a fait campagne pour une ville plus ouverte, laissant entendre à un moment donné qu'il rouvrirait les saloons illégaux. Une telle proclamation a aidé sa campagne à gagner le soutien de l'Outfit, et il aurait accepté une contribution de 250 000 $ de la part de Capone.
En 1927, à la suite du procès opposant Sullivan, un gangster opérant dans la vente d’alcool illicite, au ministère public des États-Unis, la Cour suprême fait passer une loi autorisant le fisc à taxer les revenus de la vente illicite d’alcool au même titre que n’importe quel autre revenu. La loi devint vite une arme puissante contre les trafiquants. Ils peuvent à présent être envoyés en prison pour fraude fiscale s’ils ne déclarent pas la totalité de leurs revenus. En revanche, s’ils les déclarent, ils admettent eux-mêmes leur participation à des activités illégales. Le bureau du procureur fédéral à Chicago estima alors à 105 millions de dollars le chiffre d’affaires de l’organisation de Capone, au titre du trafic d’alcool, du jeu, du proxénétisme et des rackets sur lesquels personne n’avait payé d’impôts. Al Capone a alors un train de vie très dispendieux et utilise souvent de fausses identités. Il est donc difficile de l’inculper.

### Le massacre de la Saint-Valentin

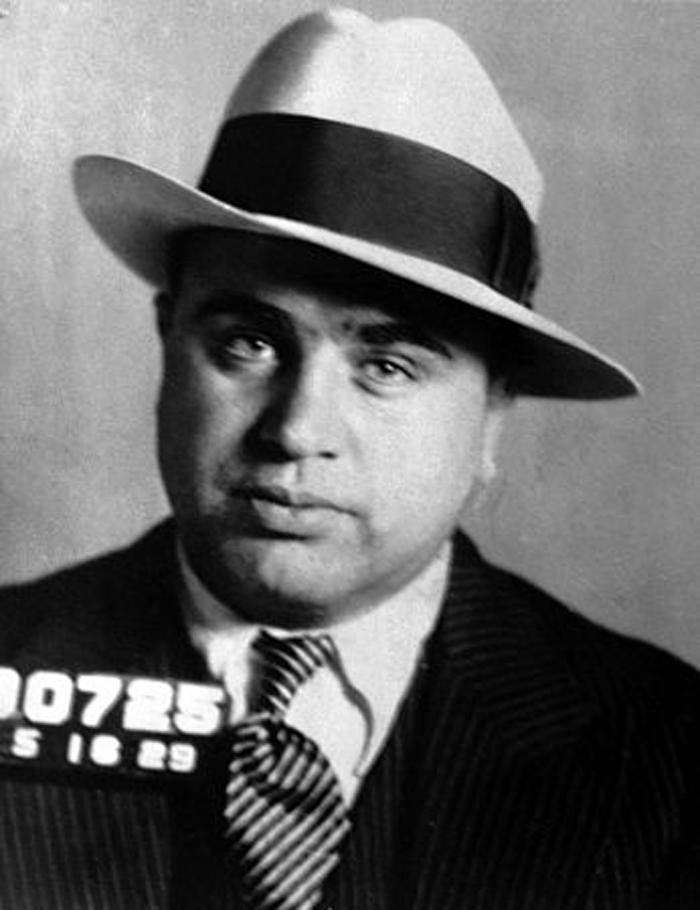
Photo d'Al Capone prise en mai 1929 par la police en Pennsylvanie.

En 1929, Al Capone contrôle l'ensemble de la ville de Chicago à l'exception des quartiers nord, qui sont sous la coupe du gang de North Side (aussi appelé les « Northsiders »), désormais dirigé par Bugs Moran. Al Capone qui convoite le contrôle de la ville, et subit plusieurs tentatives d'assassinat, met en place une opération, probablement imaginée par Jack McGurn, pour éliminer Bugs Moran et les membres clés de son gang. Capone quitte Chicago pour la Floride, confiant l’exécution du plan à la charge de McGurn, se taillant pour sa part un alibi parfait. Le quartier général de Moran était le garage de la SMS Cartage Company, au 2122 North Clark Street dans le quartier de Lincoln Park. Al Capone doit être certain que Moran et ses hommes sont tous réunis avant d’agir. Pour amorcer le piège, il demande à un braqueur de cargaison de Détroit de proposer à Moran de lui vendre un camion de whisky de contrebande (du Canada). Moran accepte de l’acheter et demande qu’on lui amène le camion au garage à dix heures et demie du matin, le 14 février, jour de la Saint-Valentin.
À l’heure dite, en lieu et place du camion ce sont trois hommes portant l’uniforme de la police de Chicago et des mitraillettes Thompson qui se présentent, accompagnés de deux hommes en civil. Leur voiture traverse la porte du garage. Il y a là sept personnes, six membres du gang et un respectable oculiste de Chicago, dont le seul crime est d’aimer fréquenter les gangsters. Les membres du gang ne s’en inquiètent pas outre mesure, pensant à une simple descente de police. On leur ordonne de s’aligner face au mur. Puis les « policiers » (en réalité des hommes de Capone) ouvrent le feu, les tuant tous. Les experts en balistique retrouvent par la suite entre 80 et 100 balles de calibre 45. Bugs Moran, le chef du clan visé par l'attaque mais qui, miraculeusement, ne s'était pas trouvé sur les lieux au moment du massacre, déclara : « Seul Capone tue des gens comme cela ». C'est la fin du gang du North Side et Al Capone règne seul en maître sur Chicago. Contrairement à la plupart des autres chefs de gang, il ne se contente pas de vendre de l'alcool illégalement, mais fait tuer ceux qui ne se soumettent pas à son pouvoir.
Le massacre de la Saint-Valentin connaît un retentissement immédiat et démontre la violence d'Al Capone qui, jusque-là, bénéficiait de la bonne image de celui qui déclare lutter au nom du peuple contre les excès de la prohibition. Il apparaît comme la plus grande menace pour la société et devient l'ennemi public numéro 1.

### La fausse arrestation de l'ennemi publicno1et les manifestations populaires contre la prohibition et la Mafia

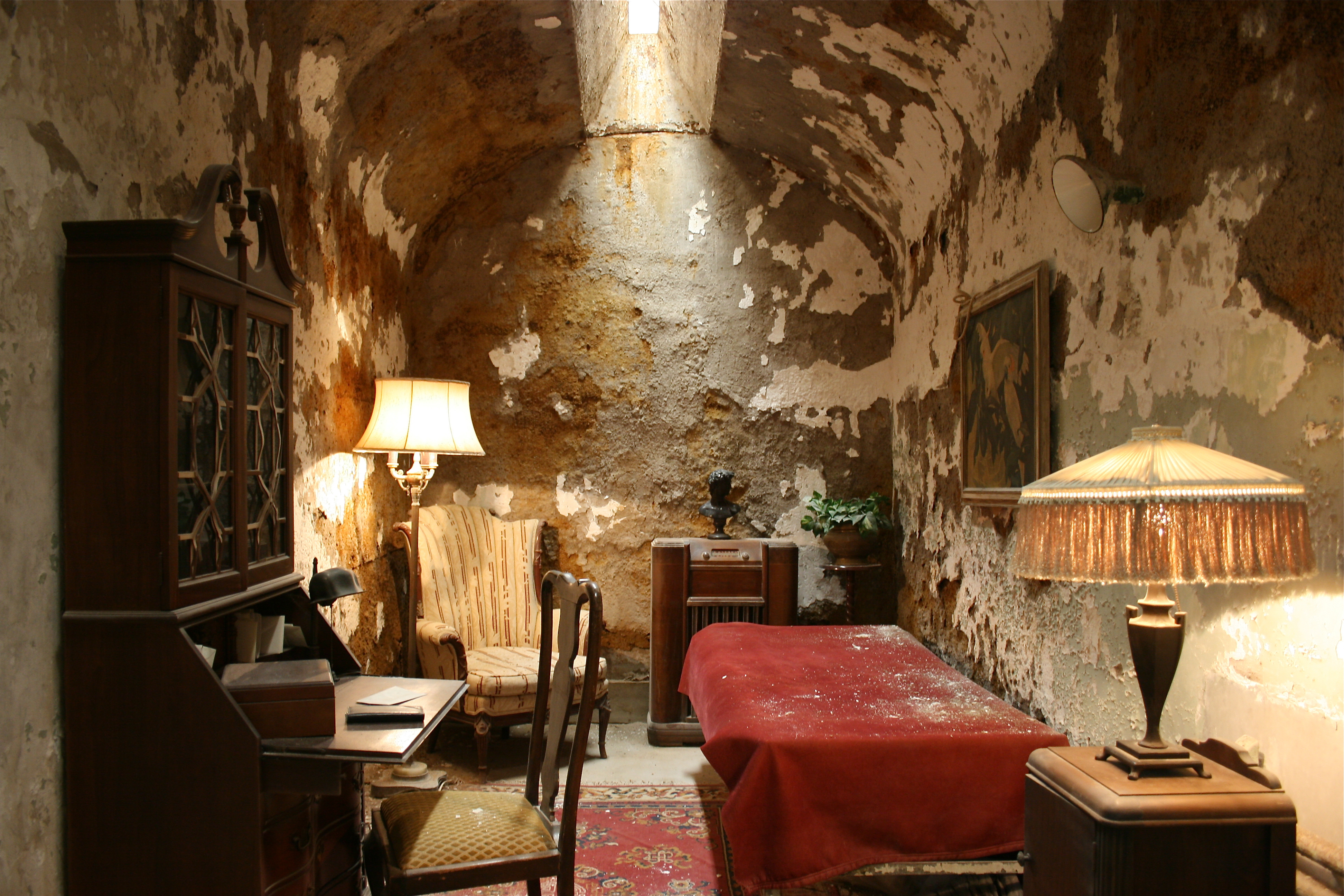
Cellule qu'Al Capone fréquenta en 1929 et arrangea luxueusement (Eastern State Penitentiary, Philadelphie, Pennsylvanie, septembre 2007).

Une fausse arrestation d’Al Capone (en soi la toute première arrestation dont il soit la cible) est arrangée. Pour calmer l’opinion publique à la suite de la publicité du massacre de la Saint-Valentin, il est décidé de lui infliger une peine d’au moins un an. Al Capone accepte cette « mise à l'abri », car il a déjà fait l'objet de plusieurs tentatives de meurtre de la part de ses concurrents, et il y a alors encore de nombreux « contrats » contre lui. Al Capone et Hoff, le chef d’un poste de police de Chicago, se mettent d’accord pour une inculpation pour port d’arme illégal. Condamné à neuf mois de prison en août 1929 dans l'Eastern State Penitentiary, il fait aménager sa cellule de façon luxueuse (moquette et meubles anciens). Il est libéré après dix mois de prison. Chaque policier ayant procédé à l’arrestation de Capone reçoit 10 000 dollars pour sa capture.
Plusieurs manifestations anti-prohibition se mettent en place et l’opinion publique, à la suite du massacre de la Saint-Valentin, change face à la mafia. Avant le massacre, les syndicats du crime jouissaient d’une popularité importante. Procurant de l’alcool aux gens malgré la Prohibition, ils avaient le soutien populaire. Mais le massacre sanglant choque l’opinion publique. Les manifestations anti-prohibition et anti-mafia se succèdent.

### L’apogée d'Al Capone

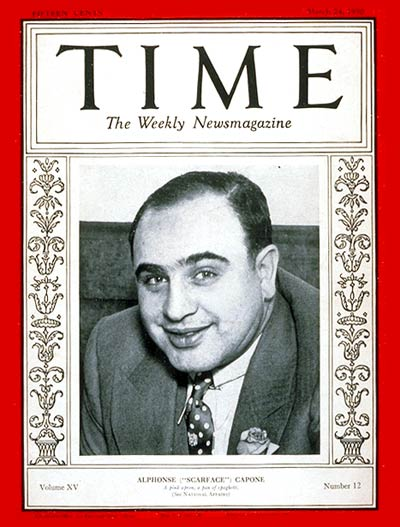
Al Capone en 1930 au faîte de son pouvoir en couverture du Time Magazine.

À 31 ans, Al Capone est l’homme le plus puissant de Chicago. Grâce à ses revenus tirés des rackets et du proxénétisme, il peut corrompre les policiers, les juges et les politiciens de Chicago. C'est le début de la Grande Dépression des années 1930. Partout dans le pays, des entreprises font faillite et des sommes folles sont englouties par la bourse qui s’effondre le 24 octobre 1929, entraînant à sa suite les marchés financiers du monde entier. Début 1931, alors que la crise s’aggrave, des milliers de chômeurs se retrouvent dans les rues de Chicago. Al Capone saisit l’occasion de combattre son image d’ennemi public numéro 1 et ouvre une soupe populaire sur South State Street pendant les mois d’hiver. Le jour de Thanksgiving, il donne alors à manger à plus de 5 000 personnes. Ces preuves de bonne volonté contribuent à améliorer son image auprès du peuple américain.

### Eliot Ness et Frank Wilson contre Al Capone
Un petit groupe de grands patrons de Chicago, qui ne souhaite pas de publicité (on les surnomme « The Secret Six (en) » soit « les six inconnus » ou « le Comité des Six »), demande au président Herbert Hoover de lutter contre le gang d'Al Capone qui nuit au développement économique de Chicago et risque de devenir de plus en plus incontrôlable. Le président Hoover, alors très critiqué à cause de la misère consécutive à la crise de 1929, voit là le moyen de remonter dans l'estime de la population et demande à son secrétaire au Trésor Andrew Mellon d'arrêter Al Capone. Cependant la dépression économique est telle que l'État fédéral n'a plus les moyens de mettre des milliers d'enquêteurs sur le dossier.
Deux actions, financées par les Secret Six, sont lancées :
- une action publique du FBI confiée à Eliot Ness, un homme de 29 ans, séduisant, athlétique, intelligent et réputé honnête[19]. On lui demande de monter une équipe du Bureau de la Prohibition constituée d'une dizaine d'agents réputés incorruptibles. Ils doivent mener des actions afin de désorganiser les activités économiques d'Al Capone, détruire ses brasseries clandestines, et réunir des preuves pour le faire condamner lors d'un procès. Les actions d'Eliot Ness et de ses hommes contre les milliers d'employés d'Al Capone sont médiatisées pour afficher la volonté du pouvoir fédéral de lutter contre la Mafia. La localisation des brasseries clandestines étant secrète, Eliot Ness part de l'idée de suivre les fûts de bière vides depuis un bar clandestin, ceux-ci étant probablement réutilisés, ils finiront forcément par conduire les hommes d'Eliot Ness aux brasseries d'Al Capone[20] dont le gang est harcelé, de nombreuses arrestations sont effectuées. Une tentative de corruption d'Eliot Ness est effectuée : on lui propose 2 000 USD sur son bureau toutes les semaines, l'équivalent de plusieurs mois de salaire, pour ne plus détruire les brasseries. Eliot Ness refuse l'offre et contacte les journaux pour affirmer que ni lui, ni ses agents ne se laisseront acheter. La presse les présente comme les sauveurs de Chicago et les surnomme « Untouchables » qui est traduit en français par « Les Incorruptibles ». L'opinion publique se retourne : il y a enfin quelqu'un de courageux qui fait face à Al Capone. Dans les faits, bien que le frère Ralph Capone et le financier de son organisation Jake Guzik aient été arrêtés pour fraude fiscale, l'enquête du FBI n'arrive pas à prouver les centaines de meurtres, ni les trafics d'alcool, ni les rackets dont le gang d'Al Capone est soupçonné d'être responsable ;
- une action clandestine confiée au très discret agent spécial Frank J. Wilson du service d'enquête de l'Internal Revenue Service (IRS), le fisc américain, qui est doté d'un budget de 75 000 USD, l'équivalent d'un million de dollars de 2011, pour constituer un dossier de preuves qui permettront de faire condamner Al Capone. Frank Wilson doit prouver qu'Al Capone n'a jamais payé d’impôt sur ses activités. Il ne fait jamais de communiqué public, mais à l'issue de son enquête de trois ans, il rédige un rapport de 61 pages pour ses supérieurs dans lequel il écrit : « les revenus du contribuable provenaient du jeu, de la prostitution et de la contrebande d'alcool […] le prévenu n'avait aucun compte bancaire, n'achetait aucune propriété en son nom propre et, à l'exception de transferts d'argent par la Western Union et de quelques chèques occasionnels, traitait toutes ses affaires en espèces […] » Wilson doit recenser tous les revenus d'Al Capone en épluchant les livres de compte saisis lors des perquisitions dans les établissements d'Al Capone et prouver qu'une partie de l'argent va directement dans la poche d'Al Capone, alors que celui-ci ne garde aucune trace écrite. Il est l'un des hommes les plus riches d'Amérique bien que, sur le papier, il ne dispose d'aucun revenu. Tous les témoins importants sont soit hostiles, soit effrayés par les menaces ou la crainte de représailles. En 1930, Frank Wilson retrouve par hasard des documents oubliés, issus d'une perquisition réalisée en 1926 dans le tripot « Hawthorne Smoke Shop ». Une écriture sur un livre de compte indique « Frank a payé 17 500 USD pour Al ». Dès lors, il faut retrouver le comptable et obtenir son témoignage que le « Al » indiqué dans l'écriture est bien Al Capone. Le comptable présumé est identifié par l'analyse graphologique des employés d'Al Capone et retrouvé le 18 février 1931 après quatre mois de recherche. Wilson obtient plusieurs témoignages à charge d'employés d'Al Capone ; un contrat est lancé sur sa tête mais les autorités fédérales le découvrent et convainquent Capone de l'annuler, lui faisant savoir par Johnny Torrio qu'il serait tenu personnellement responsable de tout ce qui pourrait arriver de fâcheux à leur agent. Wilson se concentre alors sur les dépenses d'Al Capone, les comparant méticuleusement à ses revenus déclarés, et finit par chiffrer les revenus réels de Capone, sur la période de 1924 à 1929, à 1 035 654,84 USD. Bien que ses revenus réels soient bien supérieurs, la somme d'impôts réclamée (215 080,48 USD) suffirait à le faire condamner. Comprenant qu'il sera arrêté pour des raisons fiscales, Al Capone a missionné un avocat depuis plus de deux ans pour négocier avec l'IRS, mais le fisc reste ferme et lui demande de payer la totalité des sommes dues. Al Capone refuse[16],[21],[22].

### La fin d'Al Capone

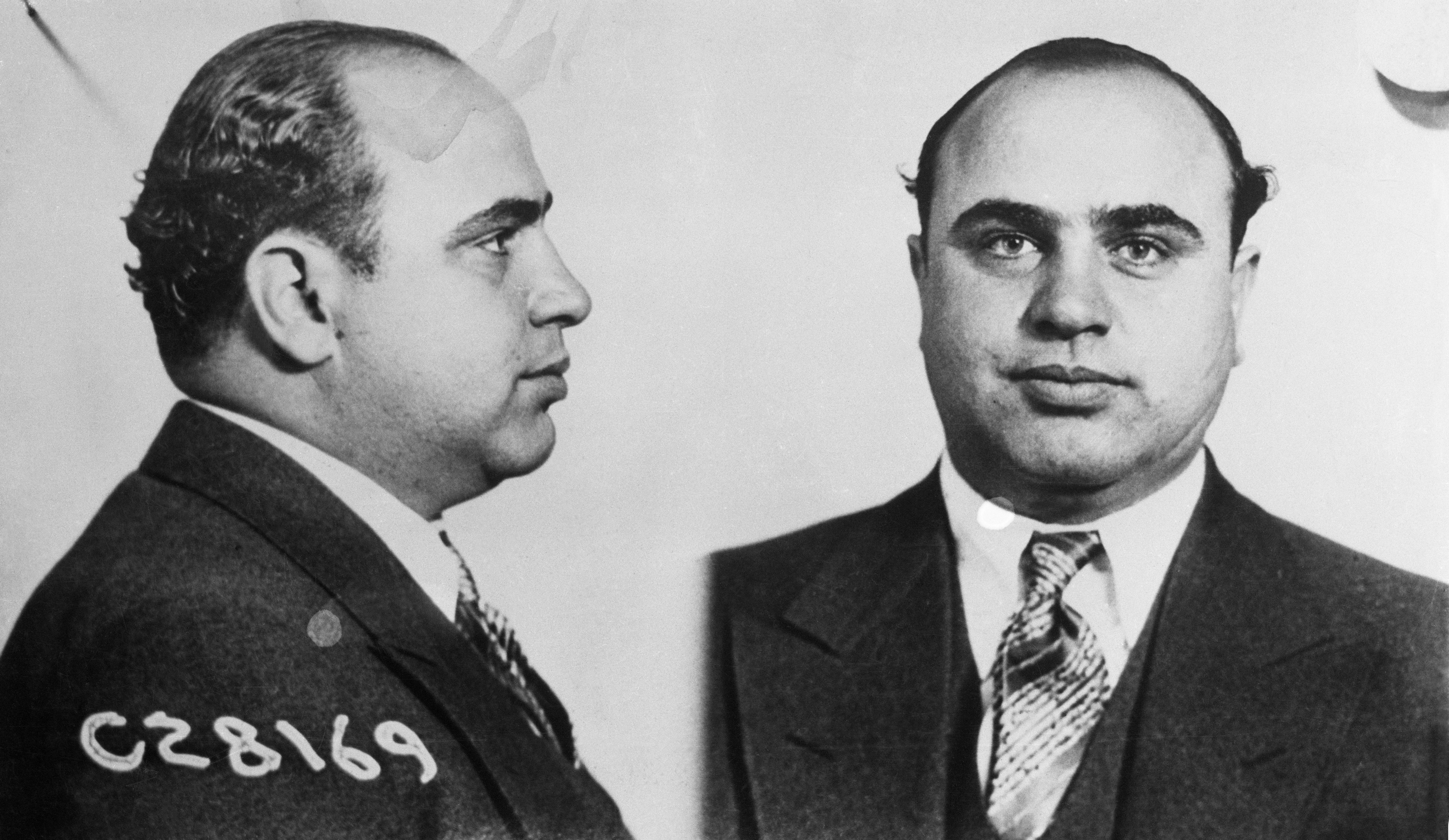
Photographies prises par la police de Chicago lors de son arrestation pour fraude fiscale en 1931.

Le 5 juin 1931, Al Capone est inculpé pour fraude fiscale ; l'acte d'accusation comporte 3 680 pages dactylographiées et il doit répondre de 21 chefs d’accusations de fraude fiscale et d’infraction aux lois sur la Prohibition,. Al Capone commet alors une énorme erreur : alors qu'il dispose d'un avocat fiscaliste, mais dont il trouve les honoraires trop élevés, il le remplace par deux avocats qu'il connait bien, mais qui ne sont pas habitués aux procédures fiscales. Les avocats qui espèrent tirer d’affaire leur client grâce au paiement d’une partie ou de la totalité des sommes dues plaident coupable pensant qu'il s'en tirera facilement, mais le juge James Herbert Wilkerson rejette la requête des avocats, cette procédure étant selon lui impossible dans un tribunal fédéral. Les avocats changent une première fois de stratégie et Al Capone plaide coupable en échange d'une peine de 30 mois de prison.
Frank Wilson, inquiet de la résistance de ses témoins, tente de convaincre le juge d'accepter cet accord. Al Capone est alors très confiant et annonce la bonne nouvelle à ses amis. Mais le juge refuse le plaidoyer de culpabilité et renvoie Al Capone et ses avocats devant un jury. Le procès de l’« ennemi public no 1 » débute le 6 octobre 1931 et des milliers de personnes viennent au tribunal pour y assister. Les avocats changent une seconde fois de stratégie, Al Capone plaide finalement non coupable. Le juge soupçonne une tentative de subornation du jury et décide au dernier moment de l'échanger avec celui d'une autre affaire, que le juge sélectionne pour sa grande sévérité dans des affaires précédentes. Frank Wilson s'efforce de montrer que le train de vie de l'accusé ne correspond pas à ses revenus, il craint que les avocats de la défense demandent et obtiennent que la pièce principale du dossier d'accusation, le livre de compte du « Hawthorne Smoke Shop », soit déclarée irrecevable à cause du délai de prescription, car les impôts concernés auraient dû être payés en 1924, soit sept ans auparavant. Mais les avocats qu'Al Capone a choisis ne sont pas spécialisés en procédure fiscale et ignorent ce délai de prescription. Al Capone rate ainsi sa seule chance d'échapper à une condamnation.
Eliot Ness a soumis 5 000 violations des lois au tribunal, mais le ministère public a choisi de poursuivre Al Capone sur le volet fiscal et ne demande à aucun moment à l'agent du Trésor de venir témoigner à la barre. Il est néanmoins présent le 17 octobre 1931 lorsque le jury déclare Al Capone coupable sur cinq chefs d'accusation à partir du dossier de Frank Wilson. Le 24 octobre 1931, le juge Wilkerson condamne Al Capone à 17 années de prison dont 11 ans ferme, 50 000 USD d’amende, et à 30 000 USD de frais de justice. Huit jours avant son arrestation, il distribue à ses principaux lieutenants des chèques de 4 500 à 327 000 $.

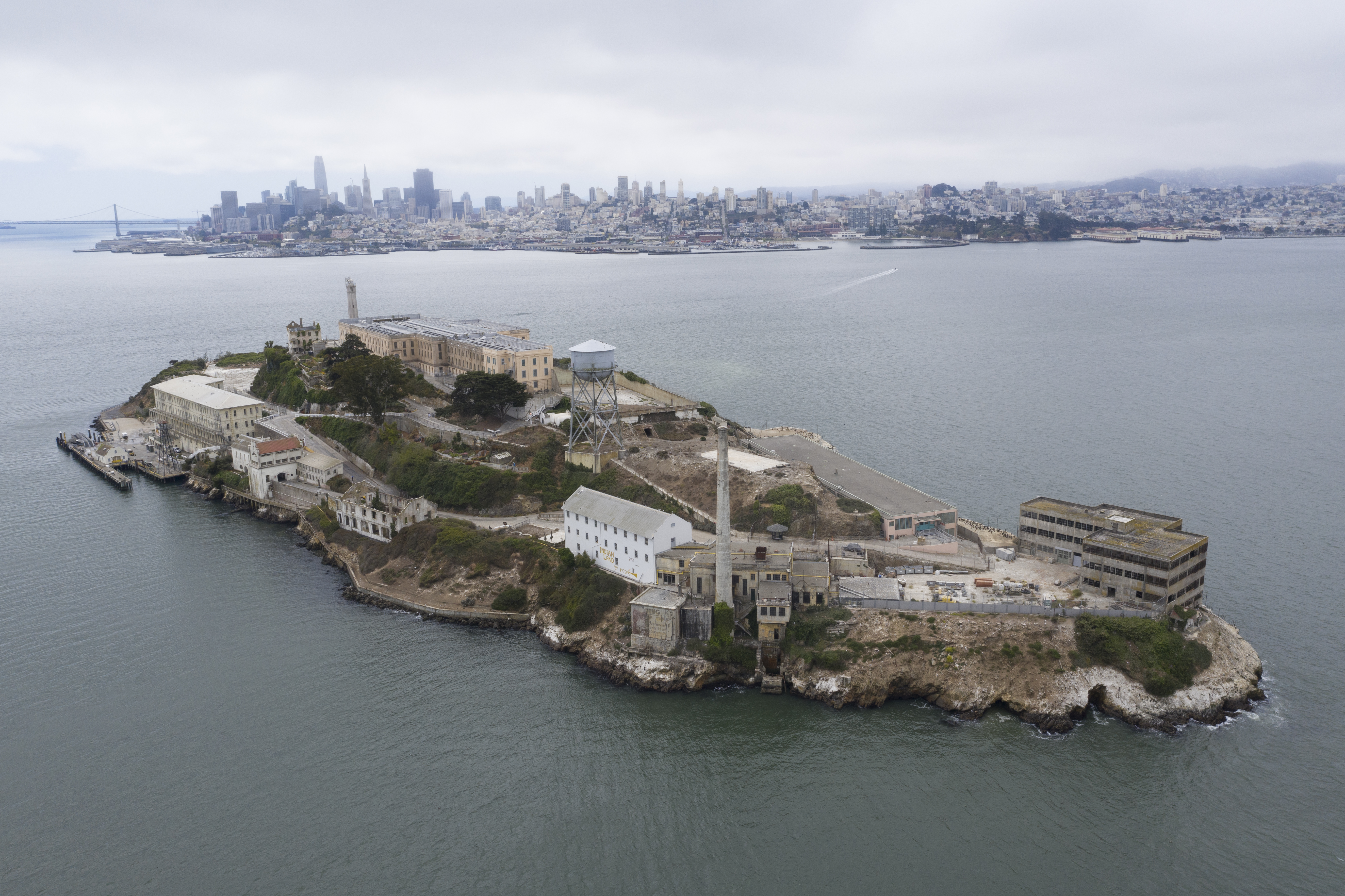
Alcatraz, où Capone fut incarcéré.

La libération sous caution est refusée et Al Capone est d'abord transféré à la prison du comté de Cook, puis, une fois son appel rejeté, transféré le 4 mai 1932 à la prison d’État d’Atlanta, d’où il continue à gérer ses affaires. Placé en détention le 19 août 1934 dans la prison fédérale d’Alcatraz, il est soumis à un régime plus sévère et placé à l’isolement, notamment dans un cachot pour avoir tenté de soudoyer un gardien, éliminant ainsi toutes ses possibilités d'action. En raison de la fin de la Prohibition et de l'absence de son chef, « l'Empire » qu’Al Capone a édifié décline sous la direction de Frank Nitti, mais reste incontournable et perdure.
Le 23 juin 1936, alors que Capone travaille à la buanderie du pénitencier d'Alcatraz, James C. Lucas un autre détenu, tente de l'assassiner car il lui reproche de ne pas participer à une grève des détenus. Lucas plante donc une paire de ciseaux dans le dos de Capone mais ce dernier se défend et jette Lucas contre le mur. Capone est ensuite emmené à l'infirmerie du pénitencier.

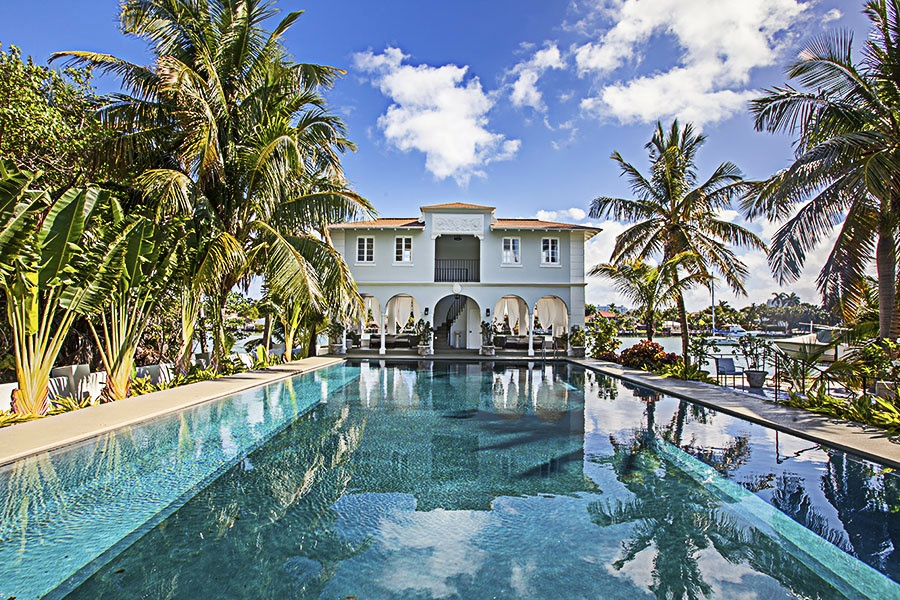
La propriété de Capone sur Palm Island à Miami Beach.

C'est à l'occasion de ce passage à l'infirmerie que l'on se rend compte que Capone est atteint de syphilis, une maladie contractée durant sa jeunesse. Son état s'aggrave en détention, évoluant en une neurosyphilis qui détériore sa santé physique et mentale. Le traitement à la pénicilline n'existant pas à l'époque, les médecins du centre pénitentiaire pratiquent sur Capone la malariathérapie. Après avoir été poignardé dans le dos par un codétenu, il est envoyé le 6 janvier 1939 à l'institution correctionnelle fédérale de Terminal Island, près de Los Angeles, puis transféré à Lewisburg Prison (en) le 13 novembre pour y être rendu à sa famille : il est libéré sous conditions le 16 novembre 1939. 
Le 21 janvier 1947, dans sa propriété de Palm Island à Miami Beach, Al Capone est victime d’une apoplexie qui lui fait perdre connaissance. Trois jours après, dans le coma, il contracte une pneumonie. Il meurt le lendemain, le 25 janvier 1947, d’un arrêt cardiaque. Al Capone est d’abord inhumé sur le Mount Olivet Cemetery à Chicago, auprès de son père Gabriele et de son frère Frank. Mais en mars 1950, ses cendres sont transférées au cimetière Mount Carmel (Hillside) (en) près de Chicago, où reposent de nombreux gangsters.

## L’après Al Capone

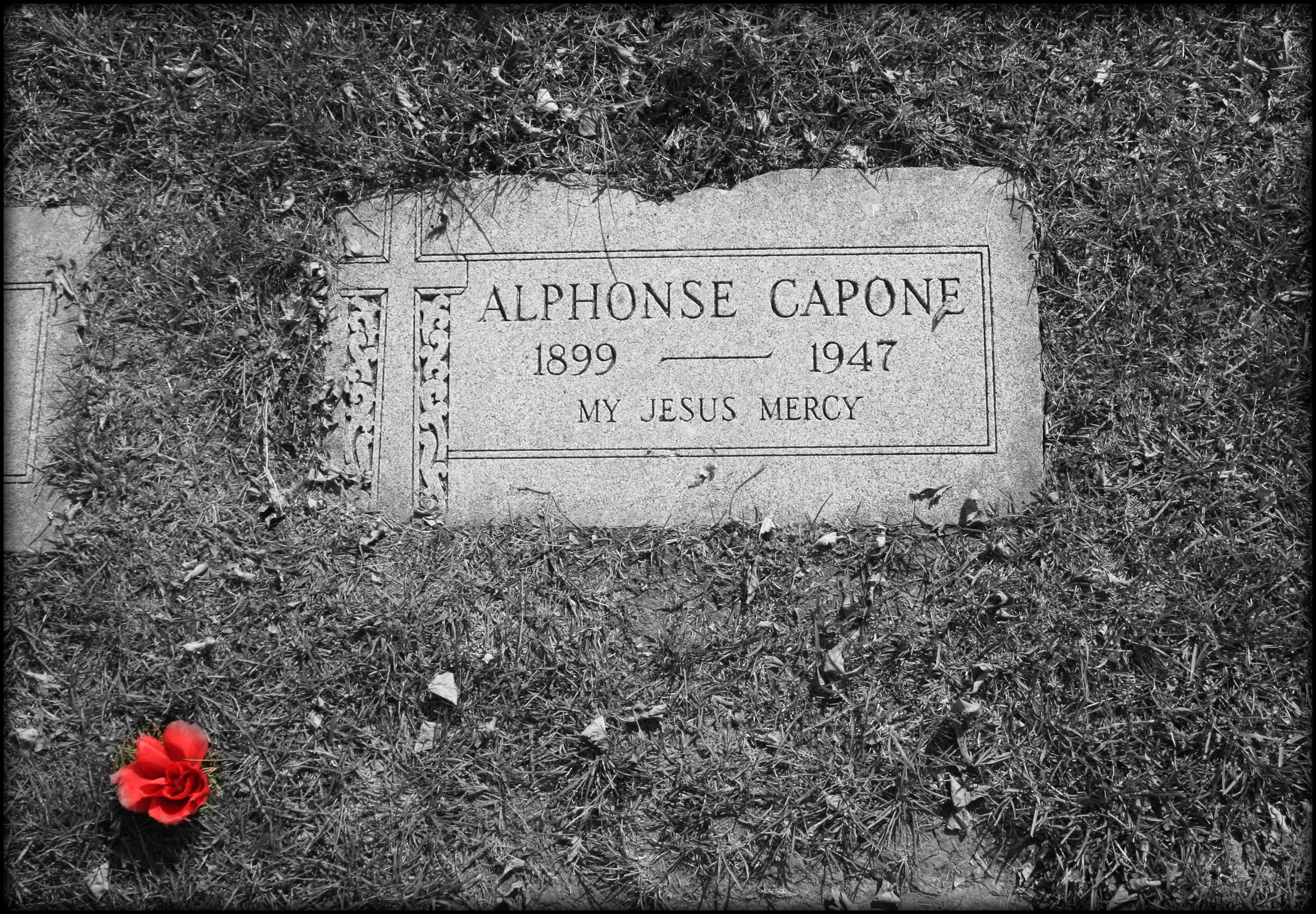
Tombe d'Al Capone (cimetière Mount Carmel, Hillside, Illinois).

Quand Al Capone était arrivé à Chicago en 1921, la ville était un méli-mélo de gangs de différentes origines combattant pour un territoire. Dix ans plus tard, quand il est envoyé en prison, la situation a bien changé. Lorsque la Prohibition est abrogée le 5 décembre 1933 par le 21e amendement de la constitution des États-Unis, les vieux gangs ont disparu, absorbés par l’organisation d'Al Capone. Les autorités et le peuple américain ont cru qu’en éliminant Capone et en le confinant à Alcatraz, son gang s’effondrerait, alors que le nouveau parrain de l'Outfit de Chicago n'est autre que son lieutenant Frank Nitti. La presse a donné du gangster l’image du génie du crime, seul responsable de la corruption politique et de la violence qui tenait alors la ville. Bien sûr, Al Capone a instauré un modèle de hiérarchie dans les organisations criminelles, mais à sa mort, son organisation ne disparaît pas pour autant. Al Capone a fait de l’organisation de Torrio, une entreprise moderne destinée à survivre à ses créateurs. La Prohibition lui a permis d’amasser assez d’argent pour pouvoir créer et diversifier un réseau la liant à d’autres groupes criminels à New York, dans le New Jersey, à Buffalo, à Cleveland, à Kansas City, au Canada et dans les Caraïbes, qui ont tous été impliqués à des degrés divers dans la production et la logistique de la contrebande d’alcool, et dont les activités continuent au XXIe siècle.
Frank Wilson deviendra de 1937 à 1946 le directeur de l'US Secret Service, et donc responsable de la sécurité des présidents Franklin D. Roosevelt et Harry S. Truman.
Eliot Ness deviendra directeur de la sécurité publique de Cleveland à la fin de la prohibition, en 1935, puis travaillera pour le gouvernement fédéral à Washington. Il démissionnera en 1944 pour fonder une société de sécurité dans l’Ohio, Diebold Corporation.
Le 21 avril 1986, 181 stations locales et 18 chaînes du monde entier retransmettent en direct l'ouverture de la chambre forte d'Al Capone dans la cave du Lexington Hotel de Chicago, quartier général de son organisation, pensant y découvrir le magot du gangster jamais retrouvé par le fisc américain. Le mystère de la chambre forte d'Al Capone si médiatisé débouche sur… une chambre vide,.
En 2021, une vente aux enchères des biens d’Al Capone rapporte plus de 3,1 millions de dollars. L’article le plus populaire est son pistolet favori qui se vend à 860 000 dollars, parmi d’autres objets, comme des photographies personnelles ainsi que des bijoux et des meubles.

### Al Capone et les Incorruptibles
Pour le grand public, ce sont les « Incorruptibles » et leur chef, Eliot Ness, qui ont été à l'origine de la chute de Capone. La publication en 1957 du livre The Untouchables du journaliste Oscar Fraley, soit 200 pages écrites à partir des 21 pages de notes d'Eliot Ness et des coupures de presse enjolive leur rôle. C'est ce livre qui sera la base du film homonyme de Brian de Palma en 1987. Eliot Ness ne touchera que 300 USD pour sa collaboration avec Oscar Fraley, avec qui il se brouillera à cause des trop nombreuses inexactitudes de son livre[source insuffisante].
Frank Wilson, dont l'enquête a fait tomber Al Capone, n'attirera jamais l'attention des médias, tandis qu'Eliot Ness, qui n'a pas été appelé à témoigner lors du procès, passera à la postérité et sera présenté par le cinéma hollywoodien comme le tombeur d'Al Capone.

## Dans les arts et la culture
Al Capone est sans aucun doute le plus célèbre et le plus « populaire » des gangsters américains du XXe siècle. Il a fait l’objet de nombreux articles, livres et films. Il a également directement inspiré le personnage de Tony Camonte, alias « Scarface », qui donne son nom au roman d'Armitage Trail, porté ensuite à deux reprises à l'écran.

### Littérature

#### Roman
- Armitage Trail, Scarface, 1930, A. L. Burt and Co., rééd. française Rivages/Noir (no 126), 1992
- Eliot Ness et Oscar Fraley, Les Incorruptibles, Presses de la Cité, Un mystère no 723, 1964 ; réédition sous le titre Les Incorruptibles contre la pègre, 10/18, coll. Grands Détectives, no 1 899, 1987.
- Stuart M. Kaminsky, Chico, banco, bobo, Gallimard, Série noire no 1755, 1979. Dans cette aventure, le privé Toby Peters rencontre brièvement Al Capone.
- Marvin Albert, Les Incorruptibles, Plon, 1987. Novélisation du film de Brian De Palma.
- Peter F. Hamilton, L'Aube de la nuit (Consolidation), science-fiction, Pocket, 2000. Au XXVIIe siècle, Al Capone est ressuscité.
- John Roeburt, Al Capone, Gallimard, Série noire no 536, 1959. Novélisation du film de Richard Wilson avec Rod Steiger.
- Eiichiro Oda, One Piece, Shueisha, no 51, 2008. Al Capone a inspiré le personnage Capone Bege[38].
- Ray Celestin, Mascarade, Cherche Midi, 2017.

#### Bande dessinée
Al Capone est l'un des rares personnages historiques à faire une apparition dans un album d’Hergé : Tintin en Amérique.
- Hergé, Tintin en Amérique. 1932 pour la prépublication et l'édition noir et blanc, 1946 pour l'édition couleur (page 5).
- Eliot Ness le premier des incorruptibles, Step Pierre (scénariste), Vance William (dessinateur), 4 pages, 1966, Hebdomadaire Tintin n°47 (édition belge).
- Al Capone, série de 15 numéros d’octobre 1967 à décembre 1968 aux éditions Erregi (Italie). Dessin de Mario Cubbino (n°1), Athos Cozzi (n°2 à 7, 10 à 15) et Stelio Fenzo (n°8 et 9). Les quatre premiers numéros sont repris en France par les éditions Brandt en 1968.
- Berck et Raoul Cauvin, puis Jean-Pol, Sammy, série de Spirou (1970 à 2009) — les héros sont deux gardes du corps à l'époque de la prohibition, régulièrement confrontés à Eliot Ness et Al Capone, qui y intervient à titre secondaire.
- Al Capone, Swann Meralli (scénariste) Pierre-François Radice (dessinateur), Edition Sarbacane, 2022.

### Musique
Prince Buster publie en 1967 le morceau Al Capone. Retravaillé par The Specials, il est réenregistré en 1979 et renommé Gangster.
Michael Jackson a enregistré un morceau intitulé Al Capone, une démo du titre Smooth Criminal que l'on retrouve sur l'album Bad 25.
Le groupe yougoslave Riblja Čorba écrit, compose et interprète la chanson Al Kapone, dans son album Koza Nostra, sorti en 1990.
En 2023, Jean-Félix Lalanne créé et réalise le spectacle musical Al Capone avec Roberto Alagna dans le rôle titre ainsi que Bruno Pelletier dans le rôle de Eliott Ness et Anggun interprète Lily, la maîtresse de Capone. Le spectacle qui s'est déroulé aux Folies Bergère se penchait sur la relation complexe entre Capone et Eliot Ness, Lalanne y avait ajouté une intrigue romantique fictive entre Ness et une sœur de Capone.

### Filmographie

#### Cinéma
- 1931 : Wallace Beery dans Tribunal secret de George W. Hill joue un personnage inspiré de Capone
- 1932 : Paul Muni dans Scarface de Howard Hawks.
- dans Chantons sous la pluie, dans la scène de Broadway, on voit un personnage de mafieux escorté de deux gardes du corps, il s’agit de l’amant de la femme en vert. La référence à Al Capone est explicite, du fait de la cicatrice que porte le personnage à la joue, et du fait qu’il fasse sauter une pièce de monnaie dans sa main, comme dans Scarface
- 1959 : Rod Steiger dans Al Capone de Richard Wilson.
- 1967 : Jason Robards dans L'Affaire Al Capone de Roger Corman.
- 1975 : Ben Gazzara dans Capone de Steve Carver.
- 1987 : Robert De Niro dans Les Incorruptibles de Brian De Palma.
- 2000 : Anthony La Paglia dans Les Sentiers de la perdition de Sam Mendes (coupé au montage).
- 2009 : Jon Bernthal dans La Nuit au musée 2 de Shawn Levy.
- 2020 : Tom Hardy dans Capone de Josh Trank.

#### Télévision

##### Série
- 1959 : Neville Brand dans Les Incorruptibles.
- 1991 : Il apparait dans Tintin en Amérique de Les Aventures de Tintin.
- 1993 : William Forsythe dans Le Retour des Incorruptibles.
- 2010 : Stephen Graham dans Boardwalk Empire.
- 2016 : 
  - Isaac Keoughan dans Legends of Tomorrow - saison 2, épisode 8.
  - Dans la série Timeless, saison 1, épisode 15.

##### Téléfilm
- 1989 : Ray Sharkey dans The Revenge of Al Capone
- 1990 : Eric Roberts dans Le Dernier des Capone.
- 1995 : F. Murray Abraham dans Dillinger et Capone

### Radio
- Federico Polo Devoto et Marie-Laure Ciboulet (5 épisodes de 55 min), Al Capone, roi des gangsters dans Une grande traversée, Radio France, France Culture, 2024 (lire en ligne [audio])